# الإسلام في ويلز

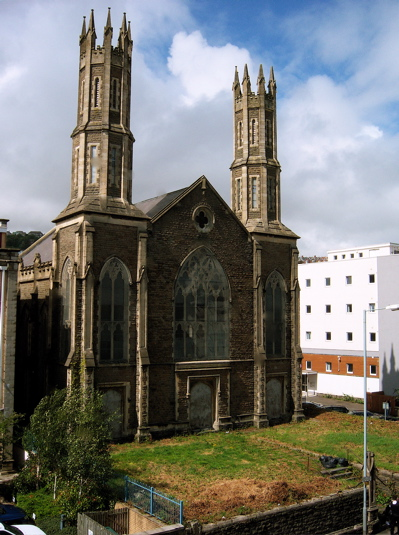
صورة لمسجد سوانزي، والذي يُعد أكبر مسجد في ويلز.

الإسلام هي الديانة غير المسيحية الأكبر في ويلز، إذ يبلغ عدد المسلمين حوالي 46,000 مسلم حسب إحصاء السكان في البلاد عام 2011م. أقدم الارتباطات المسجّلة بين ويلز والعالم الإسلامي تعود إلى أوائل القرن الثاني عشر ولقد كان هناك جالية إسلامية صومالية وجالية إسلامية يمنية في كارديف منذ منتصف القرن التاسع عشر، أسّس من قبل البحّارة في موانئ وأحواض السفن في كارديف أول مسجد بني في كارديف عام 1947م
يوجد اليوم في ويلز حوالي 40 مسجدا، أغلبها في كارديف، ويوجد عدد منها في أبريستويث، بانغور، باري، Haverfordwest، لامبيتير، نيث، نيوبورت، ميناء تولبوت، سوانزي وريكسهام.
الشبكة الإسلامية الجديدة ويلز أسست في النصف الأخير من عام 2001 لتقديم العون والنصيحة للأشخاص الذين دخلوا في الإسلام ولعائلتهم غير المسلمة. تقدم المجموعة أيضا النصيحة إلى المساجد والمنظمات الإسلامية الأخرى في أعمال الدعوة والعلاقات الاجتماعية.[بحاجة لمصدر]
في 2003، المجلس الإسلامي لويلز اندمج بالمؤسسات الفرعية عبر ويلز لتمثيل الجالية الإسلامية في المجال العام.
الجامعة الأولى في المملكة المتحدة التي ستمنح من قبل (اتحاد رابطة الطلاب المسلمين، المملكة المتحدة وإيرلندا) (بالإنجليزية: Federation of Students Islamic Societies, UK & Eire)‏ أو اختصارا (FOSIS) لأفضل وسيلة مسجد على الحرم الجامعي كانت جامعة ويلزية - سوانزي، التي إستلمت الوسام في 2007
في 2006، مجموعة الكشافة الأولى للمسلمين أطلقت في كارديف مع أكثر من 100 عضو.
في 2008، خطط أعلنت لبناء مركز إسلامي في كارمارثين وهو كلية لتدريب رجال الدين المسلمين في (Llanybydder) وفي كماذنشير.
في 2010 أعلنت جالية الأحمدية الإسلامية الخطط لبناء أول مسجد للطائفة الأحمدية في ويلز.[بحاجة لمصدر]